# Querogênio
Querogênio é a parte insolúvel da matéria orgânica modificada por ações geológicas. O querogênio é formado a partir dos lipídios, proteínas e carboidratos, dos seres vivos, e se transforma em petróleo, gás natural ou grafite.
A mais importante rocha-fonte ou rocha geradora de óleo e gás é formada por camadas de sedimentos finos, ricos em matéria orgânica que, soterrados a uma profundidade mínima de 500 metros, faz com que a rocha se comprima, diminuindo sua porosidade e submetendo-a, progressivamente, a maiores pressões e temperaturas. Este processo leva à transformação da matéria orgânica em querogênio, composto químico a partir do qual são gerados todos os tipos de hidrocarbonetos.
Durante esse processo, quando as rochas encontram-se a temperaturas da ordem de 80 °C, as moléculas de querogênio partem-se e dão origem ao óleo, com gás associado. Acima de 130 °C forma-se apenas gás e, passando dos 210 °C, os hidrocarbonetos desaparecem totalmente, restando apenas vestígios de carbono. 
O querogênio se transforma da seguinte maneira:
Diagênese: Logo após a deposição tem início a decomposição bioquímica da matéria orgânica, gerando o metano biogênico. Com o aumento de pressão e temperatura a matéria orgânica é convertida em querogênio - matéria orgânica amorfa com C, H e O.
Catagênese: com o aumento da pressão o querogênio se altera e a maioria do óleo cru é formado. Durante essa fase as moléculas maiores irão se dividir em moléculas menores e mais simples - craqueamento.
Metagênese: no estágio final de formação do querogênio e do óleo cru produz-se gás natural, principalmente na forma de metano e o carbono residual é deixado na rocha-fonte.
A principal fonte de óleo cru é o fitoplâncton, mas também estão presentes restos de plantas terrestres, bactérias e zooplâncton. Dos três tipos de querogênio já identificados, cada qual produz diferentes compostos durante a maturação, com respectivas variações em C/H ou O/C.
A formação de petróleo e gás natural não depende apenas da composição da matéria orgânica original, mas também do aumento de temperatura, isto é, do gradiente geotérmico.
O petróleo é formado a partir do querogênio. Quando as temperaturas estão em torno de 50 °C as quantidades formadas são muito pequenas, aumentando, sem apresentar alteração estrutural, em torno de 100 °C. Mas ao atingir 150 °C ocorre o craqueamento, mesmo que o aquecimento dê por um curto período. 
Querogênio também tem sido detectado em nuvens interestelares e poeira ao redor das estrelas. Meteoritos condríticos carbonáceos também podem conter materiais semelhantes a matéria orgânica.